# ليون فستنغر
ليون فستنغر (بالإنجليزية: Leon Festinger) (8 مايو 1919 - 11 فبراير 1989)، عالم نفس اجتماعي، وهو صاحب نظرية التنافر المعرفي، ونظرية المقارنة الاجتماعية، واكتشاف أهمية التقارب في تكوين العلاقات الاجتماعية، بالإضافة إلى إسهامات أخرى قدمها في دراسة الشبكات الاجتماعية.
أكثر ما يشتهر به فستنغر هو تقديمه نظرية التنافر المعرفي، والتي تشير إلى أنه عندما يميل الأشخاص إلى التصرف بطرقٍ لا تنسجم مع معتقداتهم، يحدث لهم انزعاج نفسي غير مريح. وسيؤدي بهم هذا الانزعاج إلى تغيير معتقداتهم حتى تتناسب مع تصرفاتهم الفعلية، بدلاً من تغيير تصرفاتهم بحيث تتماشى مع العرف.
قام فستنغر أيضًا بطرح نظرية المقارنة الاجتماعية، التي تتناول كيف يقيّم الأشخاص آراءهم ورغباتهم من خلال مقارنة أنفسهم بالآخرين، وكيف تمارس الجماعات ضغوطًا على الأفراد من أجل تحقيق التوافق مع قواعدها وأهدافها.
قدم فستنغر أيضًا إسهامات هامة في نظرية الشبكات الاجتماعية. ومن خلال دراسة تكوين العلاقات، مثل: اختيار الأصدقاء بين طلاب السنة الأولى الذين يقطنون مبنى الطلبة، أوضح فستنغر (وستانلي سكاتشر وكيرت باك) كيفية التنبؤ بتكوين العلاقات عن طريق الـتقارب والتجاور الجسدي بين الأشخاص، وليس مجرد تماثل الأذواق أو المعتقدات كما يعتقد الأشخاص العاديون. بعبارةٍ أخرى، يميل الأشخاص ببساطة إلى مصادقة المجاورين لهم.
قام فستنغر في بداية حياته العملية باستكشاف الأشكال المختلفة التي يمكن أن تتخذها الجماعات الاجتماعية  وأوضح، هو وسكاتشر وباك،  أن «القواعد تكون أوضح، ويكون التمسك بها أكثر قوة، ويتم تطبيقها بصورة أسهل، كلما كانت الشبكة الاجتماعية أكثر متانة».

## الحياة العملية
حصل فستنغر على درجة بكالوريوس العلوم من جامعة سيتي كولدج في نيويورك (City College of New York) في 1939، وواصل حتى نال درجة الدكتوراه في علم النفس من جامعة أيوا في 1942، حيث درس على يد كيرت ليفين، وهو رائدٌ آخر في علم النفس الاجتماعي. وعلى مدار حياته العملية، كان فستنغر عضو هيئة التدريس في كل من جامعة أيوا، وجامعة روشستر، ومعهد ماساتشوستس للتكنولوجيا (MIT)، وجامعة مينيسوتا، وجامعة ميتشيجان، وجامعة ستانفورد، والمدرسة الحديثة للبحث الاجتماعي (New School for Social Research).
ولِدَ ليون فستنغر لأبوين مهاجرين عصاميين من أصول روسية-يهودية، وهما أليكس فستنغر (يعمل بالزخرفة) وسارة سولومن في بروكلين، نيويورك، وقد دخل مدرسة البنين الثانوية وحصل على بكالوريوس العلوم من جامعة سيتي كولدج في نيويورك في 1939. ثم نال درجة الدكتوراه في علم النفس من جامعة أيوا في 1942 بعد إتمام دراسته على يد عالم النفس البارز كيرت ليفين، الذي عمل على الوصول إلى «نظرية المجال» في علم النفس (قياسًا على الفيزياء) للرد على النماذج الميكانيكية لمختصين في علم النفس السلوكي. وفي نفس العام، تزوج فستنغر من عازفة البيانو ماري بالو التي أنجب منها ثلاثة أبناء (كاثرين، وريتشارد، وكيرت)
في عام 1945، قام ليفين بتأسيس مركز بحوث ديناميكية الجماعات في معهد ماساتشوستس للتقنية (MIT) وتبعه فستنغر الذي أصبح أستاذًا مساعدًا. تُوفيّ ليفين في 1947 وصار فستنغر أستاذًا مشاركًا في جامعة ميشيغان، حيث كان مدير برنامج مركز بحوث ديناميكية الجماعات.
وفي 1951، أصبح أستاذًا في علم النفس في جامعة مينيسوتا. لقد جاء كتابه أساليب بحثية في العلوم السلوكية عام 1953 (بمشاركة دانييل كاتز) ليؤكد على الحاجة إلى وجود متغيرات يتم التحكم بها جيدًا في التجارب المعملية، حتى وإن كان ذلك يعني خداع المشاركين بها.
في 1955، انتقل فستنغر إلى جامعة ستانفورد. وأخيرًا، صار أستاذًا في علم النفس عام 1968 في المدرسة الحديثة للبحوث الاجتماعية في نيويورك (التي يرأسها الأستاذ هرمان شتاودنغر) (Hermann Staudinger). وفي العام التالي، تزوج ثانيةً من ترودي برادلي، وهي أستاذ بكلية الخدمة الاجتماعية في جامعة نيويورك. ولم يكن لديهما أطفال.
كانت إسهامات فستنغر في علم النفس الاجتماعي عظيمة جدًا حتى أن رابطة علماء النفس الأمريكيين قدرت أعماله ومنحته جائزة «التميز في البحث العلمي» في عام 1959.

## نظرية التنافر المعرفي
يمكن أن تفسر نظرية التنافر المعرفي لفستنغر العواقب النفسية للتوقعات غير المؤكدة. وتم نشر أولى حالات التنافر في كتاب عندما تخفق النبوءة (لفستنغر وآخرون 1956) (Festinger et al). 1956). ثم قرأ فستنغر وزملاؤه مقالًا مشوقًا في الجريدة بعنوان «نبوءة من كوكب كلاريون إلى المدينة: الفرار من الفيضان» ("Prophecy from planet clarion call to city flee that flood").
وقد رأى فستنغر وزملاؤه أن تلك الحالة ستؤدي إلى حدوث التنافر حينما تخفق النبوءة. وقد قاموا بـملاحظة المجموعة ودونوا النتائج، مما أكد توقعاتهم.
إن التنافر المعرفي هو حالة تحفيزية تنتج عن وجود صراع بين الأهداف، والمعتقدات، والقيم، والأفكار، أو الرغبات. ويختلف الانزعاج طبقًا لأهمية المسألة في حياة الشخص، والتغير الذي يحدث في التناقض بين المعتقدات/الأفكار، والرغبات/الاحتياجات. ويؤدي هذا الانزعاج إلى «حالة قيادية» حيث يشعر الفرد بحاجة إلى إنهاء التنافر. لكي يزول ذلك الانزعاج، يجب أن يتخذ الشخص قرارًا بتغيير سلوكه أو تغيير معتقداته حتى يحدث التوافق بين المتغيرات.  نسخة محفوظة 13 أكتوبر 2016 على موقع واي باك مشين.

## التنافر المعرفي
كان صاحب نظرية التنافر المعرفي هو ليون فسنتجر ويرى استناداً إلى فكرة * الاتزان النفسي * أن الإنسان عندما يقع تحت تأثير أفكار متنافرة، فإنه يتولد داخله نوع من التوتر من شأنه إحداث تغيير لإزالة هذا التنافر والعودة بالشخص مرة أخرى إلى حالة التوازن والتآلف المعرفي.وهذا التغيير يعبر عن نفسه في صورة تعديل في افكار الشخص أو حتى في سلوكه أو في عنصر أو أكثر من عناصره المعرفية التي يحملها، وقد يلجأ الشخص إلى التقليل من أهمية الأفكار المتضاربة في نظر نفسه، كل هذا لإزالة حالة التوتر أو التقليل منها. يرى فستنجر أن التنافر في المعرفة ينشأ نتيجة أحد الأسباب التالية:
-اولا: وجود تعارض أو عدم اتفاق منطقي، ويحدث ذلك حين تعتمد معلومة ما على معلومة أخرى بشكل منطقي.نفترض مثلاَ بأن كل الناس غير خالدين، ولكننا نؤمن في نفس الوقت بأننا سنعيش أبداَ. في هذه الحالة ينطوي عنصري المعرفة، الفناء والحياة الخالدة، على تنافر لأنهما لا يتفقان منطقياَ.ثانيا: الأنماط الثقافية الشعبية المقبولة لدى عامة الناس، لأنها تعكس وجهات النظر الأخلاقية للجماعة.. مثل: ضرورة توقير الطالب لأستاذة.ثالثا: وجود تعارض بين الرأي والسلوك، فقد يؤمن الشخص بأهمية التصويت الانتخابي، ولكنه لا يمارس ذلك عند أوقات الانتخابات.رابعا: الخبرات السابقة، فإذا وضعنا يدنا على النار وشعرنا بالألم، سيحدث تنافر لان تجاربنا السابقة جعلتنا نؤمن بأن الإمساك بالنار مؤلم.وعندما نحاول تقليل التنافر المعرفي، فإن القاعدة الأساسية هي أن نختار أسهل السبل ونحاول أن نغير الأمور الضعيفة المقاومة للتغيير.
يوجد أربع مواقف اتصالية لحالة التنافر المعرفي:
1- موقف اتخاذ القرار: يرى الباحث ليون فستنجر أن التنافر ينشأ نتيجة لاتخاذ القرار، على سبيل المثال: إذا كنا نختار سيارة من سيارتين، سيحدث التنافر لأننا نبحث عن الخصائص الجذابة في السيارة التي لم نختبرها، ونشعر للأسف بسبب الجوانب السلبية في السيارة التي اخترناها.ويتأثر التنافر الذي يتولد نتيجة لاتخاذ القرار بثلاث عوامل: أولا: أهمية القرار فكلما زادت اهمية القرار زاد التنافر. ثانيا: كلما زادت جاذبية البديل الذي لم يقع اختيارنا عليه يزداد التنافر.ثالثا: يحدث التنافر كلما كانت عناصر المعرفة متماثلة، فاتخاذ قرار الشراء بين سيارتين يؤدي إلى تنافر أقل من الاختيار بين شراء سيارة أو شقة سكنية.وتشير الأبحاث العلمية إلى أننا نبحث عن المعلومات التي تؤيد قرارنا ونبتعد عم المعلومات التي لا تؤيده.
2- موقف فرض الإذعان: يشير الموقف الذي ينطوي على فرض الإذعان إلى اضطرار الفرد للقيام بسلوك معين قد لا يفعله بإرادته أو مختاراً ولضمان قيام الفرد بهذا السلوك يتعرض عادة للضغط الذي يكون في شكل عقاب على عدم الخضوع والحصول على مكافأة نتيجة الإذعان والخضوع.
3- موقف التعرض للمعلومات: من الطرق التي يلجأ إليها الفرد لتقليل التنافر المعرفي هو التعرض الانتقائي للمعلومات، فالفرد يبحث عن الآراء التي تتفق مع أفكاره ويبتعد عن المعلومات التي تتنافر معها .
4- موقف التأييد الاجتماعي: حين يتفق الآخرون معنا في الرأي نشعر بالسعادة داخلياً، وحين يختلفون معنا لا نشعر بالراحة والاطمئنان، فالاتفاق مع الآخرين يقلل حالة التنافر، وعدم الاتفاق معهم يزيد التنافر .
ويتوقف قدر التنافر على العوامل التالية:
ا- أهمية الموضوع: فقدر التنافر الذي يسببه عدم الاتفاق حول موضوع هام .مثل: الشعور الوطني سيكون أكبر من التنافر الذي يسببه الاختلاف على نوع النادي الرياضي الذي نشجعه .ب - عدد الأشخاص الذي يتفقون أو يختلفون معنا في الرأي: فكلما زاد عدد المناصرين كلما قل التنافر .ج – مكانة الأشخاص الذين نتفق أو نختلف معهم في الرأي: فالاختلاف مع الأشخاص الذين نقدرهم سيخلق تنافرا أكثر من الاختلاف مع الذين لانهتم بهم .
أخيرا فأن الاستراتيجية الأساسية التي يلجأ إليها خبراء تنبني على عمليتين متلازمتين هما:1- تعريض الفرد أو الجمهور لأنواع من المعلومات والأفكار الجديدة التي تتنافر مع ما يحملونه من أفكار واتجاهات نفسية، والهدف من ذلك هو إثارة الإحساس بالبلبلة وعدم التوازن في أذهان الجماهير تمهيدا لتغيير الاتجاهات غير المرغوبة .2- معاونة الجمهور على الخروج من حالة عدم التوازن بتزويده بالمعلومات الجديدة التي تحقق هدف القائم بالاتصال .

## نظرية المقارنة الاجتماعية
وفقًا لنظرية المقارنة الاجتماعية لفستنغر، يكتسب الأشخاص معرفة الذات والوعي الذاتي من خلال مقارنة أنفسهم بالآخرين. حيث يفضل الأشخاص مقارنة أنفسهم بالآخرين في إطار متقارب جدًا، مثل: زملاء العمل، والأصدقاء، وأفراد الأسرة، وما إلى ذلك. وقد عرف فستنغر هذين النوعين من المقارنة على شكل مقارنات تصاعدية وأخرى منحدرة. تشمل المقارنة التصاعدية أشخاصًا يقارنون أنفسهم بآخرين أعلى منهم بشكلٍ من الأشكال. ومثال على ذلك: الشخص الذي يعاني من الاكتئاب عندما يقارن نفسه بشخص آخر سعيد عامةً. ورأى فستنغر أن هذا النوع من المقارنات قد يسوِّء الاضطرابات المزاجية مثل الاكتئاب، لأنه سوف ينظر إلى نفسه على أنه أقل من الآخرين، ومن ثمَّ، يشعر بالاكتئاب أكثر. أما المقارنة المنحدرة فهي تلك التي يقارن الشخص نفسه فيها بشخص آخر أقل منه. وكمثال على ذلك: عندما ينظر الشخص الذي بذل جهدًا كبيرًا ليحصل على المعرفة لأولئك الذين لا يملكونها على أنهم أقل منه منزلة. ويمكن لهذا النوع من المقارنة أن يفسر وهم العظمة لدى مرضى الفصام الذين يقومون دائمًا بعمل مقارنات منحدرة.

## وصلات خارجية
- ليون فستنغر على موقع الموسوعة البريطانية (الإنجليزية)

- Brief biographical page